# Дертсерф

Российский прорайдер Мария Есютина и её дертсерф

Дёртсёрф (англ. dirtsurf, дословно — «Приземлённый, сёрф по земле»), также известен как ин-лайн борд (англ. in-line board, дословно — «доска в линию») — спортивный снаряд, предназначенный для скоростного спуска со склонов и гор, катания с кайтом или кайтвингом, а также выполнения различных прыжков и трюков. Возможна установка виндсерфинг-паруса. Катание возможно по любой поверхности: от асфальтированных дорог горных серпантинов до неподготовленных травяных или грунтовых склонов. Ин-лайн борд представляет собой комбинированную конструкцию, состоящую из передней и задней рамы с установленными в них колесами велосипедного типа, основания — деки, на которую установлены крепления для ног. Модели GP16 и GP20 не имели упругой деки, а базировались на цельной раме. Переднее колесо ин-лайн борда закреплено в специальном самоориентирующемся подвесе (вилке) и способно поворачивать при наклоне снаряда. Заднее колесо снабжено дисковым тормозом (иногда — V-тормозом). Торможение производится путём нажимания голенью задней ноги на специальную тормозную планку. Также некоторые модели имеют систему автоматического торможения при падении райдера.

## История
Доска была разработана в Австралии в 2001 г. Гремом Атти (Graeme Attey). Грем известен как заядлый серфер и профессионал в мотокроссе. Дертсерф получил иностранный патент и выпускался только компанией Грема (производственные мощности расположены в Китае). 
В данный момент доски производятся компанией Dirtsurfer Canada.
Запатентованный торговый знак Dirtsurfer стал нарицательным названием для всех подобных устройств (правильное название ин-лайн борд употребляется значительно реже).
Первая доска с обозначением GP (general purpose — общего назначения) имела цельную алюминиевую раму в трех цветовых вариантах: черный, красный и синий. Тормоз на заднем колесе в первых выпусках отсутствовал. Следующая модель GP-X была выпущена с рамой из серебристого анодированного алюминия.
В 2003 году производитель представил гибкую деку из композитных материалов, что позволило доске эффективно гасить вибрации и лучше вести себя в прыжках и трюках.
В 2006 году были выпущены две новые модели: FS (фристайл) с укороченной декой и 16-дюймовыми колесами и DH (даунхилл) с декой стандартного размера и колесами 20 дюймов.
Для справки: dirtsurfer inline board признан самой быстрой доской из всех, участвующих в Международных Гравитационных Играх (IGSA).
В России компания была впервые представлена в 2006 году на выставке "Велопарк".

## Типы досок
Доска FS (фристайл) вышла в серийное производство в 2006 г. Рама FS короче и легче DH , колеса 16 дм. Доска прекрасно подходит для райдеров с небольшим весом и для любителей прыжков и трюков. 
Доска имеет деку из термофибра. Такие деки с нынешнего года устанавливаются и на FS и на DH. Деки производятся в Австралии. Новая дека гораздо прочнее предыдущих моделей. И при этом имеет улучшенные амортизационные и пружинящие характеристики. Новая алюминиевая тормозная планка сконструирована с учётом пожеланий райдеров. Это даже не планка, а скорее дуга. Возможно два варианта установки дуги — для расслабленного катания и для агрессивного катания. И теперь райдеры с маленьким ростом тоже могут тормозить без проблем. 
Тормоз на заднем колесе дисковый ADC-4.5. 
Новые петли для ног в 2006 г. выпускаются в двух модификациях. Standart в полтора раза шире моделей 2005 года. Deluxe в два раза шире моделей 2005 г. и фиксируются стальной пластиной. С новыми петлями доска хорошо контролируется как на склоне, так и в прыжке. 
Доска окрашена в Gunmetal Grey color (оружейный металл). 
Вес доски 7 кг.
Доска DH (даунхилл) разрабатывалась последние три года. За основу была взята доска FlexiPro. Та же ростовка и те же колеса по 20 дм. Эта доска более ориентирована на скоростной спуск. Имеет деку стандартного размера, а за счет большей, чем у FS, массы обладает лучшей стабильностью на высоких скоростях.
Прочие характеристики аналогичны модели FS.
Доска окрашена в ярко-жёлтый цвет. 
Вес доски 10 кг.

## Техника катания
В отличие от скейта, фриборда и маунтинборда, райдер на дертсерфе взаимодействует с опорной поверхностью без участия подвесок. Это дает определенные преимущества в управлении доской на высокой скорости, отсутствие паразитных колебаний снаряда. По отзывам райдеров, именно дертсерф дает ощущение «полета» над поверхностью, аналогичное сноуборду.
Практически, на дертсерфе можно кататься по любой ровной поверхности как на скейте. Только толчковая нога при этом передняя, а не задняя. После опыта катания на скейте первое время очень непривычно. Но это дело практики. Люди с небольшим опытом разгоняются до 25—30 км/час. 
Но если у вас есть рядом горка — можно попробовать свои силы в даунхиле. Доска разгоняется очень быстро и благодаря продуманной геометрии управляется очень легко. На заднем колесе установлен дисковый тормоз. На тормозную планку следует давить икрой задней ноги. Переднее колесо установлено в специальной гироскопической вилке и прекрасно управляется наклоном доски в одну или другую сторону.
Доска уверенно контролируется на больших скоростях в 50—70 км/ч. В горнолыжном курорте Красная Поляна райдеры разгонялись до 100 км/ч. А рекорд скорости на дертсерфе составляет 145 км/ч. Установлен немецким райдером Нихатом, чемпионом мира 2004 г. по версии IGSA. Нихат и прорайдер Маркус были в Москве в марте 2006 г. и дали мастер класс российским райдерам.
К недостаткам дертсерфа относится невозможность кататься задом наперед (в «свитче»).